# Йордан Мечкаров
Йордан Стоименов Мечкаров е български журналист, преводач и дипломат.

## Биография
Роден е през 1891 г. в Кюстендил. 
През 1911 г. завършва драматургия в Париж. От 1920 до 1940 г. е секретар на Дружеството на столичните журналисти. През 1924 г. е аташе по печата в българската легация във Виена. В периода 1927 – 1940 г. е редактор на вестниците „Слово“ и „Свободна реч“, а през 1935 - главен редактор на в. „Утро". През 1940 – 1941 г. е директор по печата в Министерство на външните работи и изповеданията. От 1941 до 1944 г. е пълномощен министър в Загреб. 
Умира през 1954 г. в София.
Личният му архив се съхранява във фонд 1464К в Централен държавен архив. Той се състои от 191 архивни единици от периода 1905 – 1984 г.